# Pass Out of Existence
Pass Out of Existence — дебютный полноформатный студийный альбом американской грув-метал группы Chimaira, выпущенный 2 октября 2001 года. По словам Марка Хантера, по состоянию на 2003 год группа продала около 44000 копий в США.
Некоторые издания альбома включают в себя скрытый трек «Jade» время которого 13:57. Японская версия альбома включает в себя бонус-трек «Without Moral Restraint».

## Музыкальный стиль
В отличие от следующих альбомов, на Pass Out of Existence заметно влияние ню-метала. При записи использовались семиструнные гитары в Drop A. Тем не менее, работа включает в себя элементы таких жанров, как дэт-метал и трэш-метал.. Помимо этого, на альбоме присутствует сильное влияние электроники.. Worship Metal описывает альбом, как смесь грув-метала, дэт-метала и ню-металлической электроники.

## Список композиций
| №   | Название                                | Длительность |
| --- | --------------------------------------- | ------------ |
| 1.  | «Let Go»                                | 3:51         |
| 2.  | «Dead Inside»                           | 3:45         |
| 3.  | «Severed»                               | 3:17         |
| 4.  | «Lumps»                                 | 3:54         |
| 5.  | «Pass Out of Existence»                 | 3:24         |
| 6.  | «Abeo»                                  | 1:44         |
| 7.  | «Sp Lit»                                | 3:12         |
| 8.  | «Painting the White to Grey»            | 4:44         |
| 9.  | «Taste My...»                           | 4:02         |
| 10. | «Rizzo»                                 | 4:38         |
| 11. | «Sphere»                                | 4:20         |
| 12. | «Forced Life»                           | 3:48         |
| 13. | «Options»                               | 3:50         |
| 14. | «Jade»                                  | 13:58        |
| 15. | «Without Moral Restraint (Bonus Track)» | 4:01         |

## Участники записи
- Марк Хантер — вокал, гитара в треках Abeo и Jade
- Роб Арнольд — гитара
- Джейсон Хэнджер — гитара
- Джим Ламарка — бас-гитара
- Эндольс Хэррик — ударные
- Крис Спикузза — электроника, клавишные
- Карпентер, Стивен - гитара в треке "Rizzo"